# Rosita Montemar

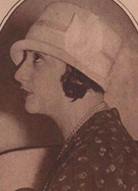
Rosita Montemar (1920er Jahre)

Rosita Montemar (Rosa Spruk; * 30. April 1910 in Buenos Aires; † 16. Februar 1976 ebenda) war eine argentinische Tangosängerin.

## Leben
Montemar trat in ihrer Jugend mit der Theaterkompagnie von Angelina Pagano als Schauspielerin und Tänzerin auf und erhielt dort auch die Möglichkeit, vor Publikum zu singen. Später hatte sie Auftritte am Teatro San Martín und spielte in jiddischsprachigen Sketches am Teatro Soleil mit, obwohl sie die Sprache kaum beherrschte. Ihr Gesangslehrer und Klavierbegleiter während ihrer ganzen Laufbahn als Sängerin war Sebastián Piana. 1924 war sie die erste Interpretin von Osvaldo Puglieses Tango Recuerdo (nach einem Text von Eduardo Moreno), der ein Klassiker der Tangoliteratur wurde. 1927 nahm sie ihn mit dem Orchester des Labels Victor auf.
1931 nahm sie an einem Wettbewerb teil, den das Magazin Caras y Caretas am Teatro Colón um den Titel Reina del tango veranstaltete. Gewinnerin war Libertad Lamarque, den zweiten Preis gewann Montemar als Princesa del tango. In einer vom Radiosender La Voz del Aire am Teatro San Martín organisierten Show sang sie José Gobellos Milonga sentimental begleitet vom Orchester Pedro Maffias. Mit diesem sang sie auch den Tango Ventarrón. Bei einem Festival in Lanús trat sie mit dem Orchester José Di Clementes auf.
1938 heiratete sie ihren Jugendfreund Alfredo Bonomi, den Sohn eines Likörfabrikanten, und beendete ihre künstlerische Laufbahn. In der kurzen Zeit ihrer Aktivität als Sängerin sollen acht Aufnahmen entstanden sein. Nachgewiesen sind jedoch nur vier: neben dem erwähnten Tango Recuerdo sind dies Gloria (von Eduardo Pereyra und Celedonio Flores), Copacabana (Nido de amor) (von Julio De Caro und Antonio Rubio Penadés) und Chiche (von Rodolfo Sciammarella).